# Campanula sibirica
Campanula sibirica är en klockväxtart som beskrevs av Carl von Linné. Enligt Catalogue of Life ingår Campanula sibirica i släktet blåklockor och familjen klockväxter, och (inte men) enligt Dyntaxa är tillhörigheten istället släktet blåklockor och familjen klockväxter. Arten har ej påträffats i Sverige.

## Underarter
Arten delas in i följande underarter:
- C. s. divergens
- C. s. elatior
- C. s. hohenackeri
- C. s. sibirica
- C. s. taurica

## Bildgalleri

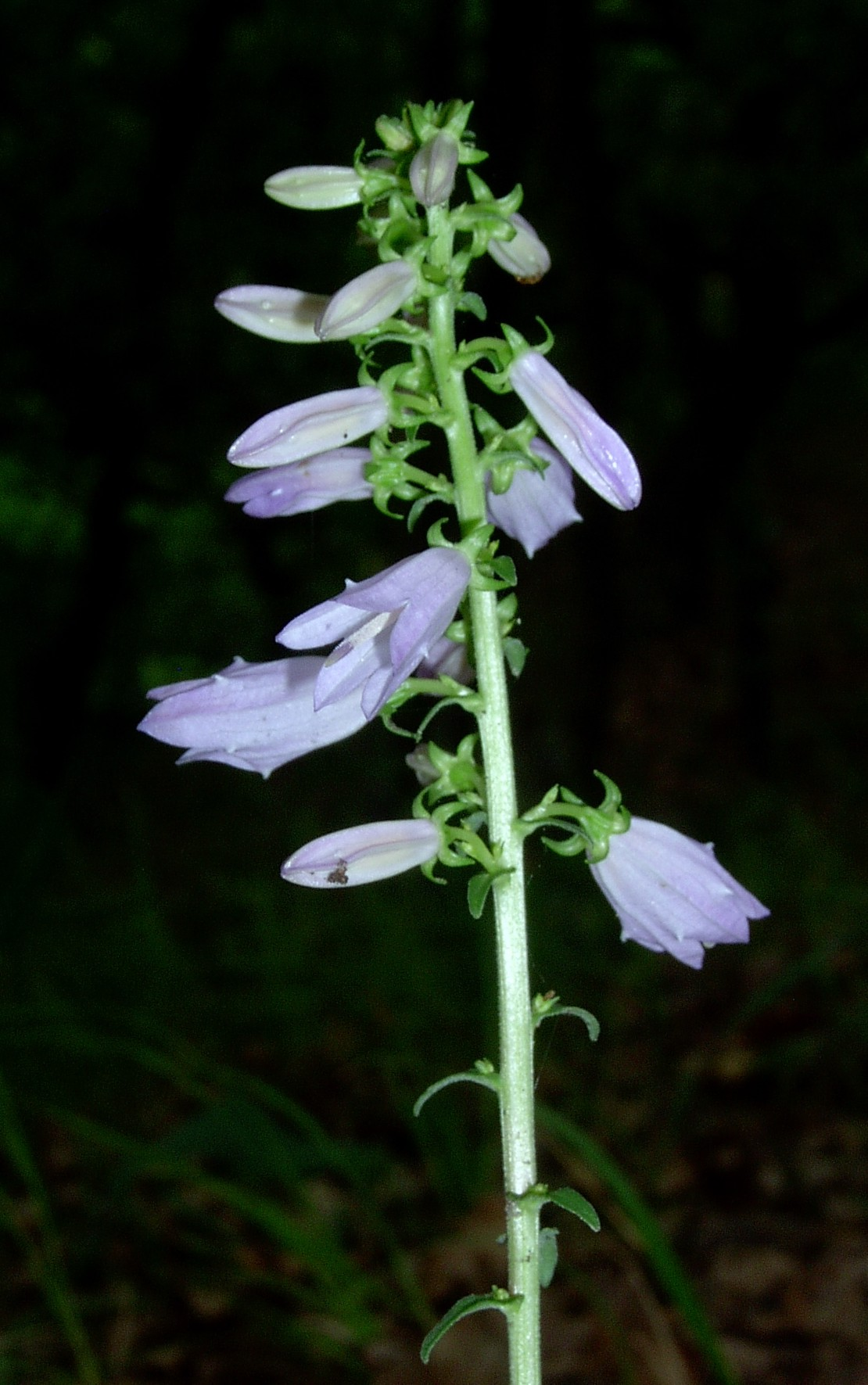
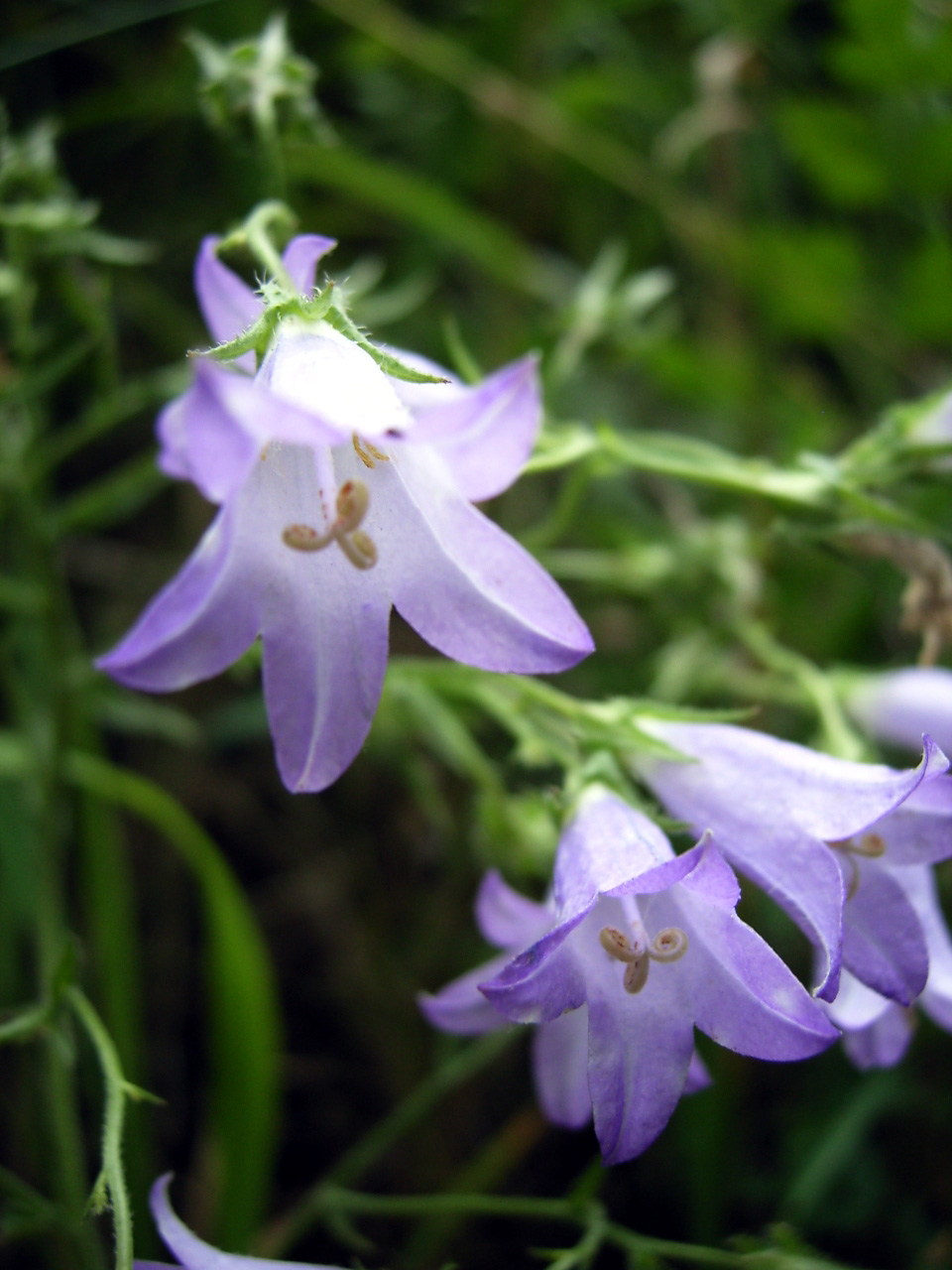
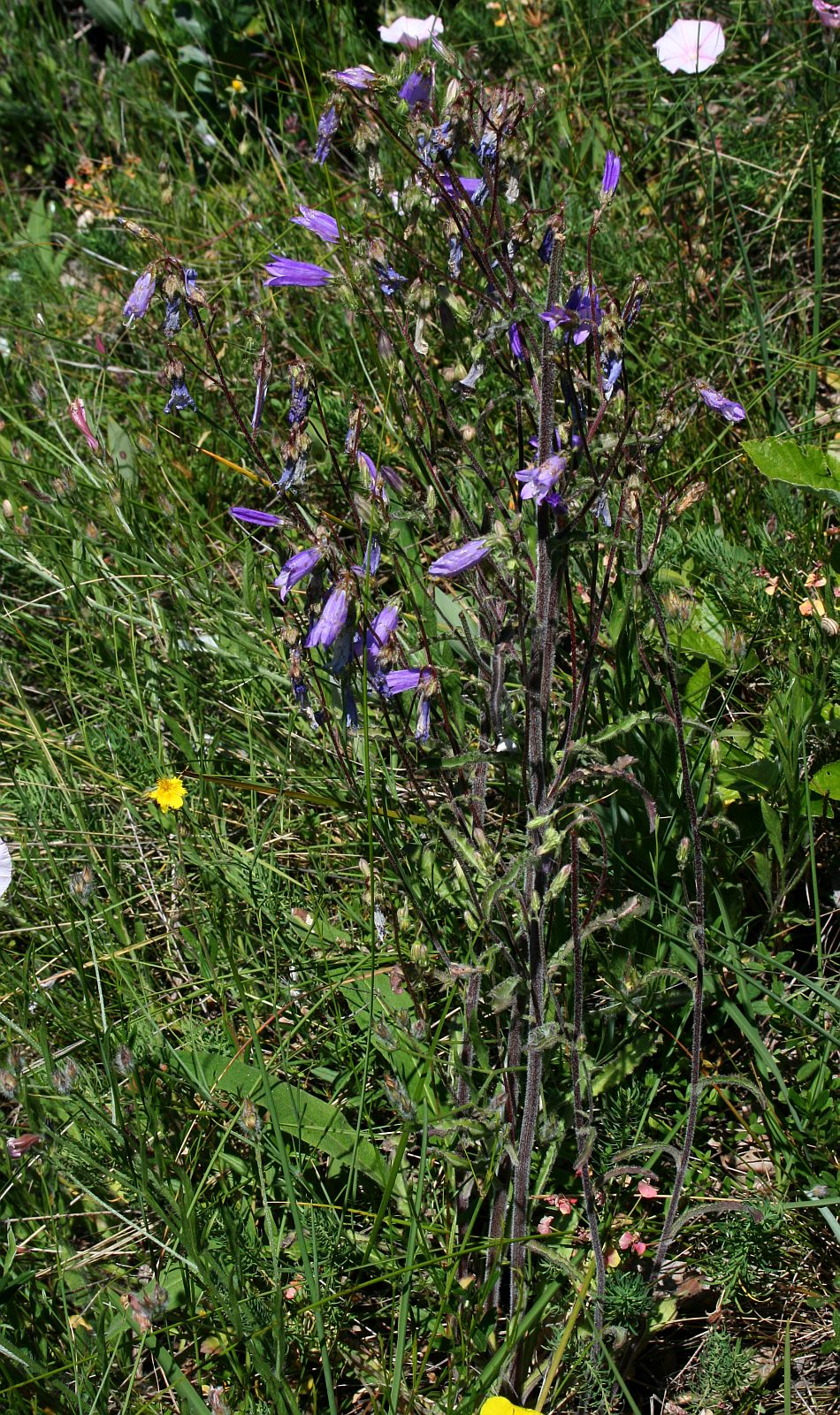
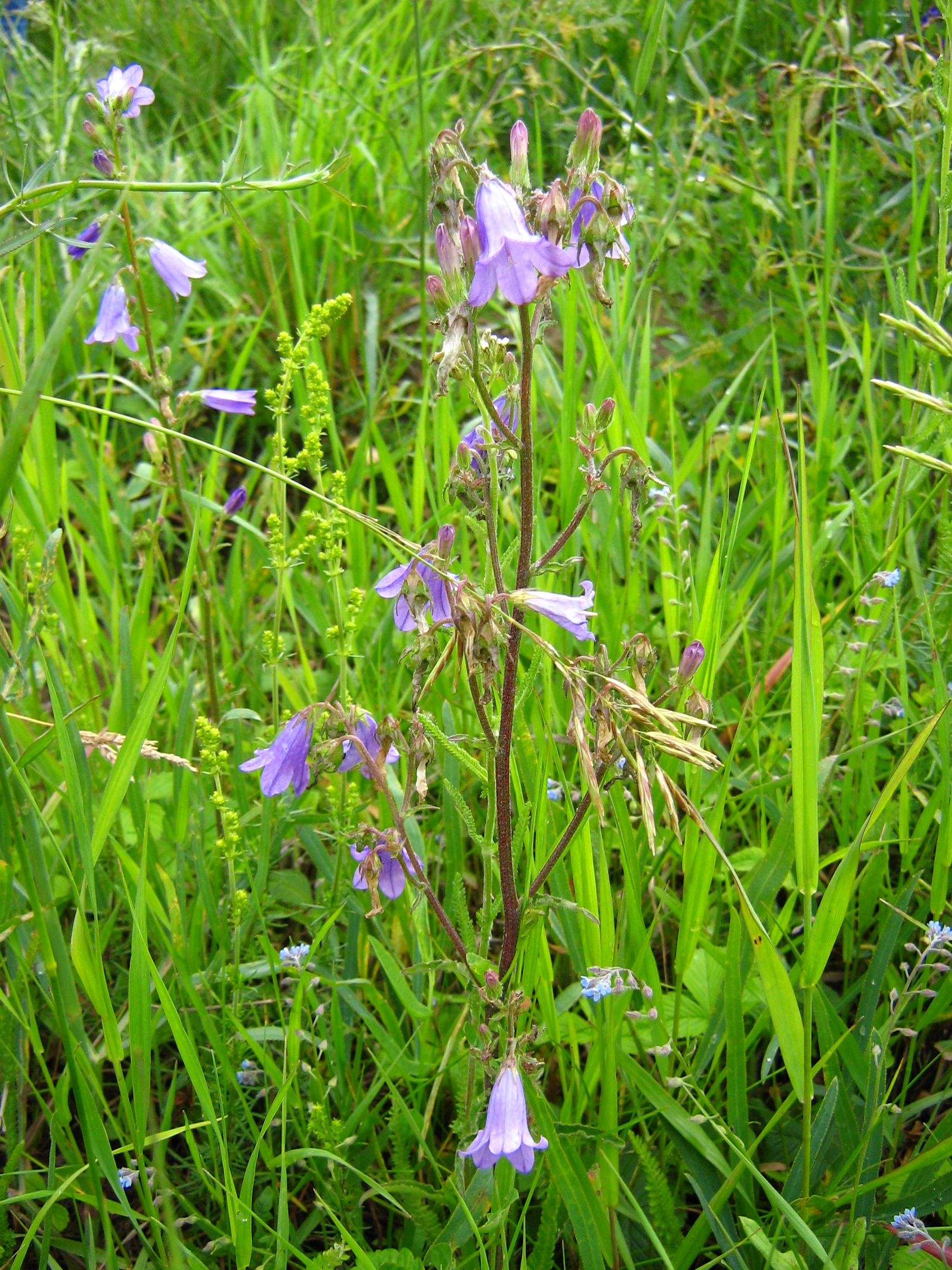
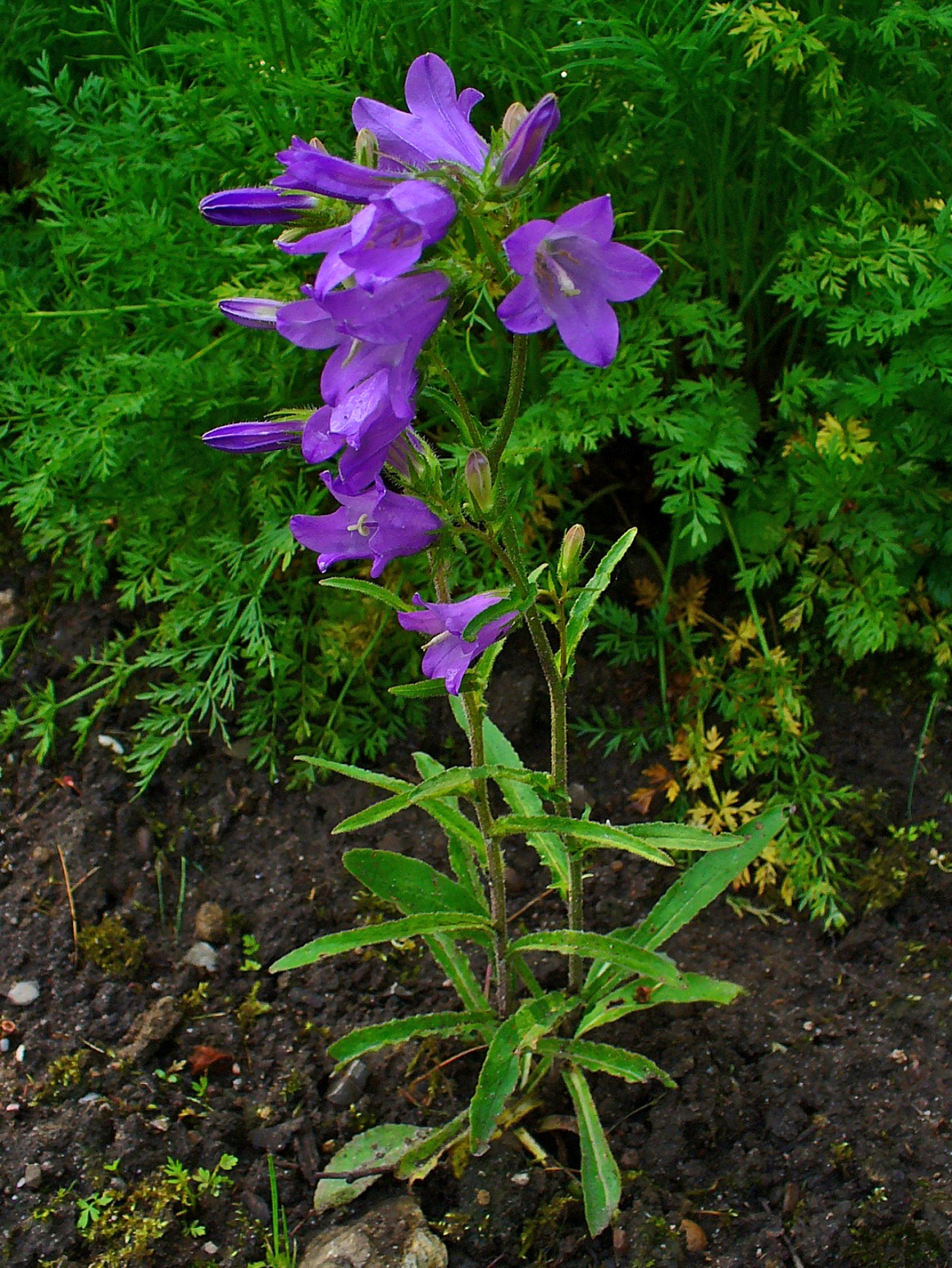
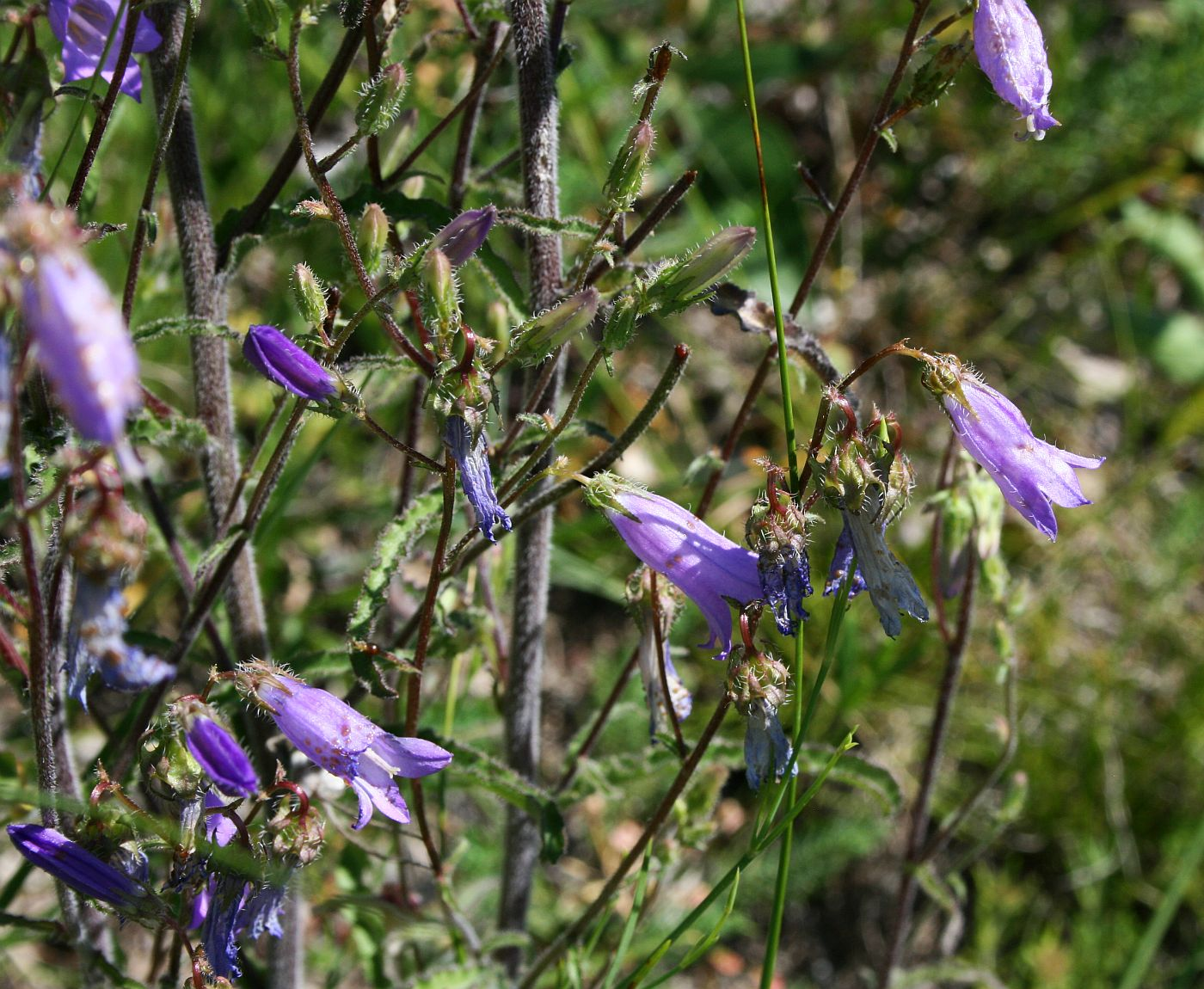